# ماشین تورینگ چندمسیره
ماشین تورینگ چندمسیره (به انگلیسی: Multi-track Turing machine) یا چندمجرایی نوع خاصی از ماشین تورینگ چندنواره است.
در یک ماشین تورینگ استاندارد با n نوار ،n کلاهک به صورت مستقل در امتداد n مسیر حرکت می‌کنند.
در یک ماشین تورینگ چند مجرایی با n مجرا یک کلاهک روی تمام مجراها عمل خواندن و نوشتن را به صورت هم‌زمان انجام می‌دهد.
هر موقعیت در این ماشین تورینگ شامل n نماد از حروف الفبا می‌باشد. این ماشین تورینگ، معادل ماشین تورینگ استاندارد است و زبان‌های شمارا را، که به صورت بازگشتی تعریف شده‌اند، می‌پذیرد.

## تعریف علمی
یک ماشین تورینگ چند مجرایی به صورت رسمی توسط یک ۶ تایی به صورت {\displaystyle M=\langle Q,\Sigma ,\Gamma ,\delta ,q_{0},F\rangle }
تعریف می‌شود که در آن:
- {\displaystyle Q} مجموعه متناهی از حالت‌ها است.
- {\displaystyle \Sigma }مجموعهٔ متناهی از نمادها است که الفبای پشته نام دارد.
- {\displaystyle \Gamma \in Q}
- {\displaystyle q_{0}\in Q} نشان دهنده حالت اولیه است.
- {\displaystyle F\subseteq Q} مجموعه حالت‌های پایانی یا حالت‌های مورد پذیرش ماشین است.
- {\displaystyle \delta \subseteq \left(Q\backslash F\times \Sigma \right)\times \left(Q\times \Sigma \times d\right)} رابطه‌ای بین حالت‌های ماشین و نمادها است که انتقال نام دارد.
- {\displaystyle \delta \left(Q_{i},[x_{1},x_{2}...x_{n}]\right)=(Q_{j},[y_{1},y_{2}...y_{n}],d)} که {\displaystyle d\in \{L,R\}}.

## معادل بودن با ماشین تورینگ استاندارد
این اثبات معادل بودن ماشین تورینگ ۲مجرایی را با ماشین تورینگ استاندارد نشان می‌دهد و قابل تعمیم به ماشین تورینگ n مجرایی است.
با در نظر گرفتن زبان شمارای L، ماشین استاندارد M را اینگونه تعریف می‌کنیم: {\displaystyle M=\langle Q,\Sigma ,\Gamma ,\delta ,q_{0},F\rangle }. این ماشین زبان L را می‌پذیرد.
حال، 'M را یک ماشین تورینگ ۲-مجرایی فرض می‌کنیم. برای اثبات معادل بودن، باید ثابت شود M {\displaystyle \subseteq } M و M' {\displaystyle \subseteq } M.
- {\displaystyle M\subseteq M'}

اگر همهٔ مجراهای 'M، به جز اولین مجرای آن، حذف شوند، به وضوح دیده می‌شود که M' و M با هم معادل هستند.
- {\displaystyle M'\subseteq M}

اگر بخواهیم یک ماشین تورینگ تک مجرایی معادل با ماشین تورینگ ۲ مجرایی بسازیم، الفبای آن به صورت زوج مرتب تعریف می‌شود.
نماد a از ماشین تورینگ 'M به شکل یک زوج مراتب [x,y] در ماشین تورینگ M تعریف می‌شود.
ماشین تورینگ تک نوارهٔ معادل به صورت زیر تعریف می‌شود:
M= {\displaystyle \langle Q,\Sigma \times {B},\Gamma \times \Gamma ,\delta ',q_{0},F\rangle } که تابع انتقال آن برابر است با {\displaystyle \delta \left(q_{i},[x_{1},x_{2}]\right)=\delta '\left(q_{i},[x_{1},x_{2}]\right)}